# 813 (ユニット)
813（はちいちさん）は、日本のヒップホップ・ミュージシャン2名による音楽ユニットである。
主に音楽プロデュースを行っている。

## メンバー
- DJ YUTAKA
- Shingo.S

813crew
- DJ THOMA
- Beat Knuckles
- DJ JURI
- MAYA
- Concorde
  - Zero-G
  - GYP-C

## プロデュース
プロデュースした主なアーティスト
- 童子-T
- 倖田來未
- EXILE
- BENNIE K
- MINMI
- HI-D